# Иланлък
Иланлък или Вама Веке (на румънски: Vama Veche) е село в югоизточната част на окръг Кюстенджа (Констанца), Румъния, на брега на Черно море.
Между него и българското село Дуранкулак е граничният пункт на европейски път E87. Името на румънски означава „Старата митница“ – има се предвид старата граница с Царство България преди Букурещкия договор от 1913 г., която отново е актуална от 1940 г.
През 1960-те години този граничен район е слабо посещаван и селото става притегателен център за интелектуалците (подобно на Резово). То е известно още с нудисткия си плаж.
В началото на XXI век започва модернизация и строителство и в тази част от румънското Черноморие, пощадена от грандоманските строежи от епохата на Чаушеску. Дългогодишните посетители, любители на тишината и спокойствието, подемат кампания „Спасете Вама Веке“ (Salvaţi Vama Veche). Част от нея е фестивалът Стуфсток (Stufstock), насочен срещу румънската чалга (Manele), който по-скоро има обратен ефект – селото престава да бъде тихо и чисто под наплива на десетките хиляди посетители – над 40 000 през 2005 г.